# 타워 M
타워 M은 말레이시아 쿠알라룸푸르에 제안된 마천루이다.